# Miapetra Kumpula-Natri
Miapetra Kumpula-Natri (19 de maio de 1972) é uma política finlandesa que é membro do Parlamento Europeu (MEP) pela Finlândia. Ela é membro do Partido Social Democrata, parte da Aliança Progressista de Socialistas e Democratas. É deputada ao Parlamento Europeu desde 2014.
Na comissão ITRE, Kumpula-Natri foi relatora do Parlamento sobre os regulamentos de roaming da União Europeia (2017) e sobre a estratégia europeia para os dados (2020). Além das suas atribuições nas comissões, ela é membro do Intergrupo do Parlamento Europeu para os Direitos LGBT.